# Nijken (Denderwindeke)
Nijken is een gehucht in Denderwindeke, deelgemeente van de stad Ninove in de Belgische provincie Oost-Vlaanderen. 
Het gehucht ligt in het westen van de deelgemeente, nabij de grens met Zandbergen (Geraardsbergen). Nijken ligt zo'n 2,5 km ten westen van het dorpscentrum van Denderwindeke.

## Geschiedenis
Op de Villaretkaart uit het midden van de 18de eeuw is het gehucht aangeduid als Nellecken; op de Ferrariskaart uit de jaren 1770 als Neycken.
Op het eind van het ancien régime, toen tijdens de Franse bezetting op het eind van de 18de eeuw de gemeenten werden gecreëerd, werd het gehucht ondergebracht in de gemeente Denderwindeke.
Op de Atlas der Buurtwegen uit 1841 is het gehucht weergeven als Nayken. De Vandermaelenkaart uit het midden van de 19de eeuw vermeldt het als Nyken.
Ten westen van Nijken werd in 1857 een windmolen opgetrokken, het Moleken te Veel. De houten staakmolen viel in 1933 om en werd niet meer heropgebouwd.
Deelgemeenten: Appelterre-Eichem · Aspelare · Denderwindeke · Lieferinge · Meerbeke · Nederhasselt · Neigem · Ninove · Okegem · Outer · Pollare · Voorde

Overige dorpen, gehuchten en wijken: Appelterre · Bevingen · Boterdaal · Dasselt · Eichem · Herlinckhove · Lebeke · Linkebeek · Muylem · Nederwijk · Neuringen · Nijken · Prindaal · Renderstede · Roesbeke · Roost · Slettem · Steenhout · Terbert · Varenberg · Vogelenzang · Vreckom · Waalhove · Zevenkoten

Belgische gemeenten · Arrondissement Aalst · Oost-Vlaanderen · Vlaanderen